# إريك جاميلي
إريك جاميلي مواليد 20 مايو 1977 في الفلبين، هو ملاكم محترف سابق صنّف ضمن فئة وزن الذبابة بدأ مسيرته الاحترافية سنة 1995. حقق بطولة منظمة الملاكمة العالمية.

## إحصائيات
خاض خلال مسيرته 28 نزالا، فاز في 15 وتعادل في 2 وخسر في 11. فاز بالضربة القاضية في 8 نزالات.

## روابط خارجية
- إريك جاميلي على موقع بوكس ريك (الإنجليزية) (registration required)